# José Valdez (baseball, 1990)
Ne pas confondre avec José Valdez (baseball, 1983).
Pour les articles homonymes, voir José Valdez et Valdez.
José Alfredo Valdez (né le 1er mars 1990 à Don Gregorio, Peravia, République dominicaine) est un lanceur de relève droitier de la Ligue majeure de baseball.

## Carrière
José Valdez signe son premier contrat professionnel en juin 2009 avec les Tigers de Détroit. Dans les ligues mineures, il est reconnu pour la vélocité de sa balle rapide, qui peut atteindre entre 156 à 159 km/h.
Il fait ses débuts dans le baseball majeur avec les Tigers le 31 juillet 2015 face aux Orioles de Baltimore. Il affronte 4 frappeurs et est victime de deux points sans parvenir à effectuer un seul retrait, écopant de la défaite dans le revers de 8-7 des Tigers.